# Estación Laplacette
Laplacette es una estación ferroviaria ubicada en la localidad del mismo nombre, partido de Junín, Provincia de Buenos Aires, Argentina. En octubre de 2019 fue rehabilitada la estación y es operada por Trenes Argentinos Cargas Línea San Martín.

## Servicios
Pertenece al Ferrocarril General San Martín de la red ferroviaria argentina, en el ramal que une las estaciones de Chacabuco y Mayor José Orellano.

## Historia
En el año 1910 fue inaugurada la Estación, por parte del Ferrocarril Buenos Aires al Pacífico, en el ramal a Mayor José Orellano.